# Menap-Kaltzeit
Die Menap-Kaltzeit (auch Menapium genannt) war eine Kaltzeit im nördlichen Europa, die von vor etwa 990.000 Jahren bis vor 800.000 Jahren andauerte. Damit liegt sie komplett im Altpleistozän und ist Teil des Quartären Eiszeitalters.
Der Name geht auf Waldo H. Zagwijn zurück, der die Kaltzeit 1957 nach dem Volk der Menapier im Bereich der Niederlande benannte.
Trotz zeitlicher Diskrepanzen wird die Menap-Kaltzeit mit der Günz-Kaltzeit in den Alpen, der Kansan Stage in Nordamerika und der Baventian Stage in Großbritannien korreliert.

## Ausdehnung
Da die Hattem-Schicht des Menap in den Niederlanden skandinavische Gerölle führt, wird teilweise eine Vereisung in Norddeutschland diskutiert, welche die älteste norddeutsche Vereisung im känozoischen Eiszeitalter darstellen würde. Allerdings liegen keine direkten Spuren von Gletschervorstößen aus Norddeutschland vor und der Eintrag von Geröllen in die Hattem-Schichten wird sich vorwiegend durch Transport über Treibeis erklärt (Ice-Rafted Debris).

## Flora und Fauna
Während der Menap-Kaltzeit fielen die Temperaturen nicht so extrem wie in den darauffolgenden Eiszeiten. Die Laubwälder verschwanden und es bildeten sich steppen- und tundraähnliche Landschaften.
Nördlich der Alpen verschwanden allmählich die letzten Vertreter der wärmeorientierten Tertiärflora. Aufgrund der vergletscherten Gebirge (Alpen, Pyrenäen, Karpaten) und Trockengebiete in Spanien wurde ein Rückzug der Flora in den wärmeren Süden verhindert, so dass die Pflanzenarten nach der Wiedererwärmung auch keinen neuen Vorstoß nach Norden unternehmen konnten.